# Municipio de Union (condado de Vanderburgh)
El municipio de Union (en inglés: Union Township) es un municipio ubicado en el condado de Vanderburgh en el estado estadounidense de Indiana. En el año 2010 tenía una población de 292 habitantes y una densidad poblacional de 4,01 personas por km².

## Geografía
El municipio de Union se encuentra ubicado en las coordenadas 37°52′31″N 87°37′50″O / 37.87528, -87.63056. Según la Oficina del Censo de los Estados Unidos, el municipio tiene una superficie total de 72.75 km², de la cual 71,33 km² corresponden a tierra firme y (1,96 %) 1,42 km² es agua.

## Demografía
Según el censo de 2010, había 292 personas residiendo en el municipio de Union. La densidad de población era de 4,01 hab./km². De los 292 habitantes, el municipio de Union estaba compuesto por el 96,58 % blancos, el 1,37 % eran afroamericanos, el 0,68 % eran amerindios, el 1,37 % eran asiáticos. Del total de la población el 0 % eran hispanos o latinos de cualquier raza.